# هیساهیتو اینابا
هیساهیتو اینابا (انگلیسی: Hisahito Inaba؛ زادهٔ ۲۶ مهٔ ۱۹۸۵) بازیکن فوتبال اهل ژاپن است.
از باشگاه‌هایی که در آن بازی کرده‌است می‌توان به باشگاه ورزشی توچیگی اشاره کرد.